# Дальберг (Рейнланд-Пфальц)
Дальберг (нім. Dalberg) — громада в Німеччині, розташована в землі Рейнланд-Пфальц. Входить до складу району Бад-Кройцнах. Складова частина об'єднання громад Рюдесгайм.
Площа — 2,30 км2. Населення становить 223 ос. (станом на 31 грудня 2020).

## Галерея

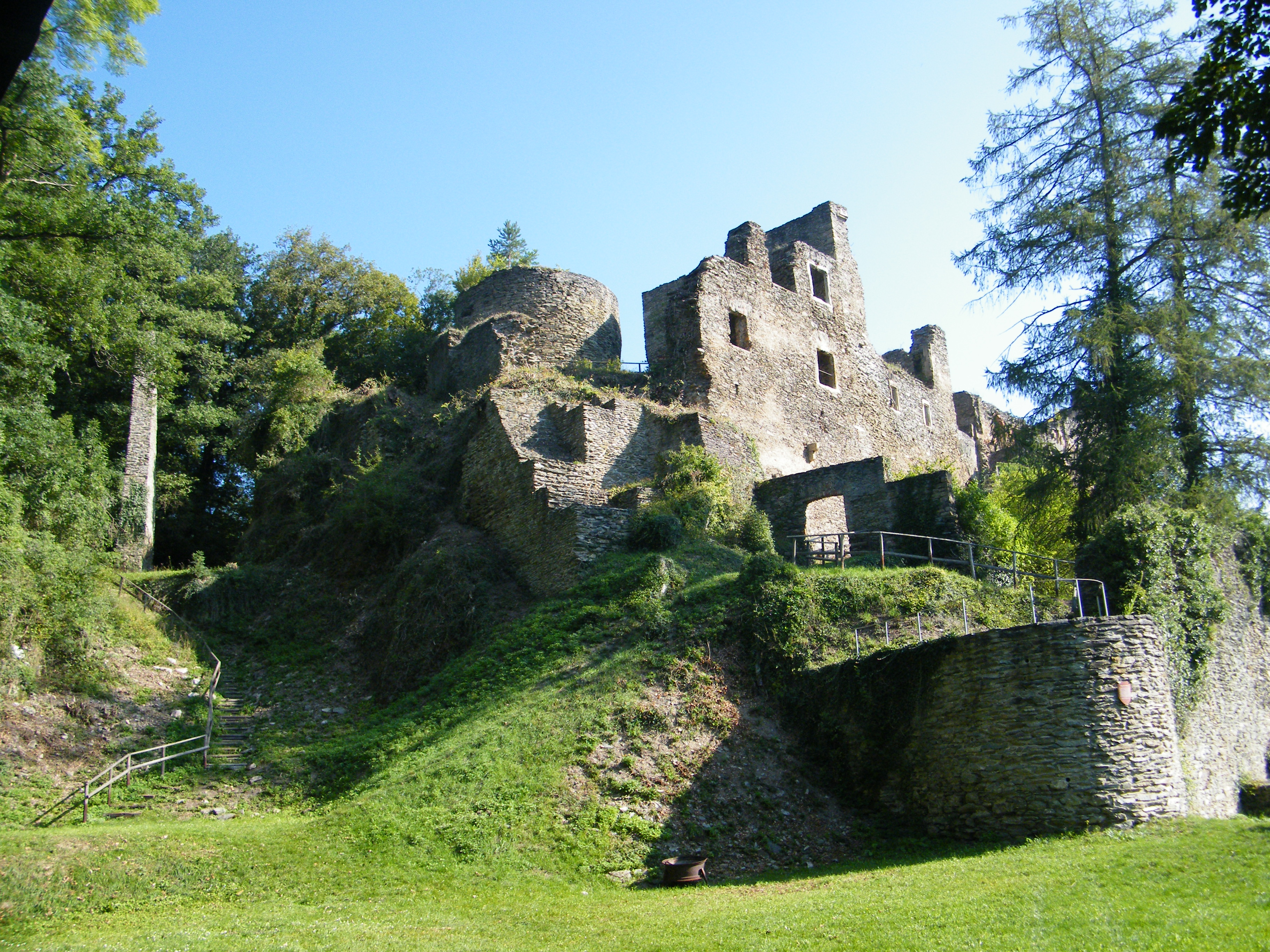